# 4DOS
4DOS est un interpréteur de commande qui remplace et améliore considérablement l'interpréteur de commandes COMMAND.COM, conçu par Rex Conn et Tom Rawson et édité par JP Software. La première version date de 1989. 4DOS était à l'origine un shareware, il est devenu freeware en 2004. Actuellement son code source est disponible.
JP Software a également développé 4NT, le pendant de 4DOS pour Windows NT.

## Fonctionnalités
4DOS améliore considérablement l'interpréteur de commandes COMMAND.COM. Voici les principaux ajouts et améliorations :
- Améliore le traitement des fichiers par lots (fichiers .BAT) en y ajoutant des structures complexes : sous-programmes, structure IF/THEN/ELSE, structure de type CASE…
- Ajoute un historique des commandes (à la manière de DOSKEY) qu'il est possible de rappeler et de modifier.
- Ajoute la possibilité de créer des alias.
- Introduit les expressions rationnelles ce qui est une amélioration des caractères génériques; il possible de désigner un groupe de fichiers ou de répertoires d'après leur taille, date de création…
- Liste le contenu d'un répertoire avec des couleurs qui désignent un type de fichiers particuliers.
- Introduit les variables locales dans les fichiers par lots.
- Permet d'écrire du texte en couleurs, de tracer des lignes, des boîtes … en mode texte.

## Historique
| Version | Date de sortie    | Améliorations et ajouts |
| ------- | ----------------- | --- |
| 2.00    | 15 février 1989   | Première version publique. Amélioration de l'édition des lignes de commandes, introduction des expressions rationnelles, historique des commandes, alias, aide contextuelle.                               |
| 2.20    | 5 juillet 1989    | Options pour fichiers exécutables |
| 3.00    | 7 mars 1990       | Introduction du format BTM pour les traitements par lots. Introduction de variables locales. |
| 4.00    | 1er novembre 1991 | Distinction des types de fichiers par des couleurs, introduction d'un fichier de configuration 4DOS.INI, des macro-commandes.                                                                              |
| 5.00    | 23 novembre 1993  | Amélioration des expressions rationnelles en désignant des groupes de fichiers ou de répertoire en fonction de leur date de création, taille et attributs, compression des fichiers BTM pour gain de place |
| 5.51    | 22 août 1995      | Support des noms de fichiers long et du langage REXX |
| 6.00    | 24 juillet 1997   | Menu de configuration (fichier OPTION.EXE), définition de critères d'exclusion |
| 7.00    | 18 juin 2003      | Introduction de listes @file lists (comme dans DR-DOS) |
| 7.50    | 24 février 2003   | Possibilité de définir des fonctions utilisateur |
| 7.50.1  | 7 décembre 2006   | Comme JP Software a libéré le code source de 4DOS en 2004, Luchezar Georgiev a repris son développement dans un cadre open source.                                                                         |
| 8.00    | 27 février 2009   | Dernière version publiée par Luchezar Georgiev. |

## NDOS
Norton Utilities dans certaines versions contenait un utilitaire nommé NDOS qui était une version adaptée de 4DOS. La version 8 des Norton Utilities était la dernière à contenir NDOS qui correspond à la version 4.03 de 4DOS.